# Ичке-Суу (Иссык-Кульская область)
Ичке-Суу (кирг. Ичке-Суу) — село в Тюпском районе Иссык-Кульской области Кыргызстана. Входит в состав Талды-Сууского аильного округа. Код СОАТЕ — 41702 225 876 02 0.

## Население
По данным переписи 2009 года в селе проживало 1187 человек.
По данным переписи 2022 года в селе проживало 1 552 человек.